# 17897 Gallardo
17897 Gallardo è un asteroide della fascia principale. Scoperto nel 1999, presenta un'orbita caratterizzata da un semiasse maggiore pari a 2,3946852 UA e da un'eccentricità di 0,1309181, inclinata di 1,52478° rispetto all'eclittica.